# Society for Evidence-Based Gender Medicine
 (janvier 2025).
Society for Evidence-Based Gender Medicine (SEGM) est une organisation internationale qui œuvre pour promouvoir des soins fondés sur des données probantes dans le domaine de la médecine de genre. Fondée en 2019, l'organisation regroupe des médecins, des chercheurs et d'autres experts engagés à garantir que les traitements médicaux et psychologiques reposent sur des preuves scientifiques solides et une évaluation rigoureuse.

## Objectifs et missions
L'objectif principal de SEGM est de diffuser des informations sur les bases scientifiques des traitements de la dysphorie de genre et de promouvoir de meilleures méthodes de recherche dans ce domaine. L'organisation a exprimé des préoccupations concernant l'utilisation croissante des traitements hormonaux et des interventions chirurgicales pour les adolescents et les adultes atteints de dysphorie de genre, en particulier en l'absence de recherches à long terme sur leurs effets et leurs risques.

## Critiques et controverses
L'organisation a été critiquée par certains organismes de santé et groupes d'activistes, qui estiment que ses positions pourraient limiter l'accès aux soins affirmatifs de genre. Cependant, les partisans de SEGM affirment que leur travail vise à garantir la sécurité et l'efficacité des traitements pour les patients.